# Lóndrangar
Koordinaten: 64° 43′ 58″ N, 23° 47′ 0″ W

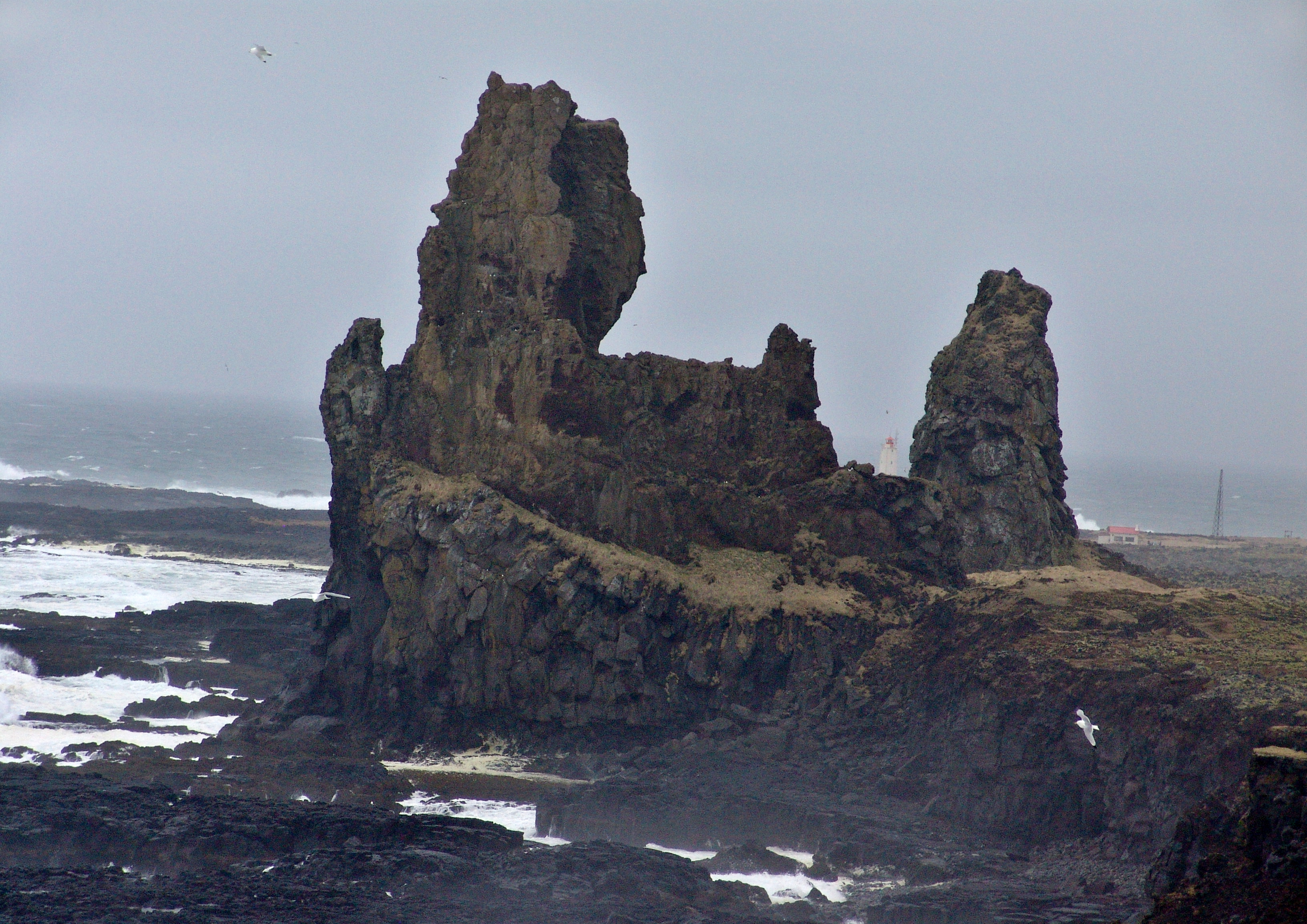
Lóndrangar

Die Lóndrangar sind zwei Felsnadeln vulkanischen Ursprungs an der westlichen Südküste der Halbinsel Snæfellsnes im Westen Islands.
Sie bestehen aus Basalt und sind das Ergebnis eines Erosionsprozesses. Die Höhe der beiden Pfeiler beträgt 75 und 61 Meter. Sie liegen im Westen des Snæfellsjökull-Nationalparks in Westisland, die Entfernung bis nach Hellnar beträgt etwa 10 km. Ursprünglich waren sie Teil eines Kraters, dessen weicheren Bestandteile durch die Erosion im Laufe der Zeit abgetragen wurden. An den Felsen brüten unter anderem Eissturmvögel, Trottellummen, Papageitaucher und Dreizehenmöwe.
Bestiegen wurde der höhere Pfeiler erstmals 1735 und der niedrigere 1938.

## Sagen
Die Bauern in der Gegend haben auf dem Hügel nie Heu gemäht, denn er gehört angeblich den Elfen, die in der Gegend leben.
Unterhalb des Hügels befindet sich die Klippe Thufubjarg, wo der Dichter Kolbeinn Joklaskald einer Sage nach eine Begegnung mit dem Teufel hatte.